# جيمي كاسبر
جيمي كاسبر (بالفرنسية: Jimmy Casper)‏ مواليد 28 مايو 1978 في فرنسا، هو دراج فرنسي سابق في صنف سباق الدراجات على الطريق.

## سجل النتائج

### سباقات أو مراحل فاز بها
- طواف فرنسا

### المراكز
- حقق المركز الـ 44 في سباق طواف فرنسا 2001
- حقق المركز الـ 47 في سباق طواف فرنسا 2004
- حقق المركز الـ 24 في طواف إسبانيا 2005
- حقق المركز الـ 37 في سباق طواف فرنسا 2006

### سباقات أو مراحل فاز بها
| التاريخ        | السباق                                   | المركز                  |
| -------------- | ---------------------------------------- | ----------------------- |
| 31 مايو 1998   | 1998 Boucles de Seine Saint-Denis        | الثاني في التصنيف العام |
| 24 فبراير 2002 | Classic Haribo 2002                      | الثامن في التصنيف العام |
| 24 مارس 2002   | شوليه باي دي لوار 2002                   | الأول في التصنيف العام  |
| 20 سبتمبر 2002 | كامبيونشاب فان فلانديرن 2002             |                         |
| 09 مارس 2003   | ثلاثة أيام فلاندرز الغربية 2003          |                         |
| 01 مايو 2003   | Grand Prix de Villers-Cotterêts 2003     | الثالث في التصنيف العام |
| 22 فبراير 2004 | Classic Haribo 2004                      | السابع في التصنيف العام |
| 16 مايو 2004   | Tour de Picardie 2004                    |                         |
| 17 سبتمبر 2004 | كامبيونشاب فان فلانديرن 2004             |                         |
| 26 سبتمبر 2004 | 2004 Circuit Franco-Belge                |                         |
| 01 يناير 2005  | كأس فرنسا لركوب الدراجات على الطريق 2005 | التاسع في تصنيف النقاط  |
| 14 أبريل 2005  | جائزة دينين الكبرى 2005                  | الأول في التصنيف العام  |
| 21 أغسطس 2005  | Châteauroux Classic de l'Indre 2005      |                         |
| 02 أكتوبر 2005 | 2005 Circuit Franco-Belge                |                         |
| 13 أبريل 2006  | جائزة دينين الكبرى 2006                  | الأول في التصنيف العام  |
| 14 مايو 2006   | Tour de Picardie 2006                    |                         |
| 07 مارس 2007   | 2007 لو سامين                            |                         |
| 11 مارس 2007   | ثلاثة أيام فلاندرز الغربية 2007          |                         |
| 21 مارس 2008   | لوار أتلانتيك الكلاسيكي 2008             |                         |
| 19 أبريل 2008  | طواف فينيستير 2008                       |                         |
| 20 أبريل 2008  | ترو-برو ليون 2008                        |                         |
| 01 يناير 2009  | طواف أوروبا للدراجات 2009                |                         |
| 01 يناير 2009  | Châteauroux Classic de l'Indre 2009      |                         |
| 01 يناير 2009  | كأس فرنسا لركوب الدراجات على الطريق 2009 | الأول في تصنيف النقاط   |
| 14 أبريل 2009  | باريس-كاممبير 2009                       | الأول في التصنيف العام  |
| 16 أبريل 2009  | جائزة دينين الكبرى 2009                  | الأول في التصنيف العام  |
| 18 أبريل 2009  | طواف فينيستير 2009                       |                         |
| 03 مايو 2009   | Trophée des Grimpeurs 2009               |                         |
| 17 مايو 2009   | Tour de Picardie 2009                    |                         |
| 30 مايو 2009   | جراند بريكس دو بلومليك-موربيهان 2009     |                         |
| 02 أغسطس 2009  | بولينورماند 2009                         |                         |
| 20 سبتمبر 2009 | جراند بريكس دي إسبيرجوس 2009             |                         |
| 04 أكتوبر 2009 | طواف فونديه 2009                         |                         |
| 14 أبريل 2011  | جائزة دينين الكبرى 2011                  | الأول في التصنيف العام  |
| 19 يونيو 2011  | بوكليس دي لا مايين 2011                  |                         |

## روابط خارجية
- جيمي كاسبر على موقع الاتحاد الدولي للدراجات (الإنجليزية)
- جيمي كاسبر على موقع أرشيف الدراجات (الإنجليزية)
- جيمي كاسبر على موقع إحصائيات الدراجات الإحترافية (الإنجليزية)
- جيمي كاسبر على موقع نسبة الدراجات (الإنجليزية)
- جيمي كاسبر على موقع CycleBase (الإنجليزية)